# ناندل (لاريجان السفلي)
ناندل (بالفارسية: ناندل) هي قرية تقع في إيران في قسم لاریجان السفلی الريفي. يقدر عدد سكانها بـ 429 نسمة بحسب إحصاء 2016.